# Matani
Matani – wieś w Gruzji, w regionie Kachetia, w gminie Achmeta. W 2014 roku liczyła 4451 mieszkańców.